# Serikodiastida
Serikodiastida – klad pajęczaków zaliczany do Tetrapulmonata, obejmujący pająki, wymarłe Uraraneida oraz karbońskiego Idmonarachne.
Wszyscy przedstawiciele kladu cechują się obecnością łącznika między prosomą a opistosomą. Cechy wspólne pająków i Uraraneida obejmują obecność w opistosomie gruczołów przędnych, uchodzących na czopkach (u pająków osadzonych na kądziołkach) oraz nagie pazury szczękoczułków, na których znajdują się ujścia gruczołów jadowych – u Idmonarachne wymienionych cech nie da się zbadać. Pająki i wymarłego Idmonarachne łączą silnie wydłużone nadstopia, będące cechą unikalną w obrębie Pantetrapulmonata.
|  | †Haptopoda |
|  |            |
|  | Pedipalpi  |
|  |            |

|  | †Uraraneida                                              |
|  |                                                          |
|  | \| \| Idmonarachne \| \| \| \| \| \| Araneae \| \| \| \| |
|  |                                                          |
|  | Idmonarachne                                             |
|  |                                                          |
|  | Araneae                                                  |
|  |                                                          |

|  | Idmonarachne |
|  |              |
|  | Araneae      |
|  |              |

|  | †Haptopoda |
|  |            |
|  | Pedipalpi  |
|  |            |

|  | †Uraraneida                                              |
|  |                                                          |
|  | \| \| Idmonarachne \| \| \| \| \| \| Araneae \| \| \| \| |
|  |                                                          |
|  | Idmonarachne                                             |
|  |                                                          |
|  | Araneae                                                  |
|  |                                                          |

|  | Idmonarachne |
|  |              |
|  | Araneae      |
|  |              |

|  | †Haptopoda |
|  |            |
|  | Pedipalpi  |
|  |            |

|  | †Uraraneida                                              |
|  |                                                          |
|  | \| \| Idmonarachne \| \| \| \| \| \| Araneae \| \| \| \| |
|  |                                                          |
|  | Idmonarachne                                             |
|  |                                                          |
|  | Araneae                                                  |
|  |                                                          |

|  | Idmonarachne |
|  |              |
|  | Araneae      |
|  |              |

|  | †Haptopoda |
|  |            |
|  | Pedipalpi  |
|  |            |

|  | †Uraraneida                                              |
|  |                                                          |
|  | \| \| Idmonarachne \| \| \| \| \| \| Araneae \| \| \| \| |
|  |                                                          |
|  | Idmonarachne                                             |
|  |                                                          |
|  | Araneae                                                  |
|  |                                                          |

|  | Idmonarachne |
|  |              |
|  | Araneae      |
|  |              |

W 2008 roku Selden, Shear i Sutton wprowadzili do taksonomii Uraraneida, nowy rząd paleozoicznych pajęczaków, sugerując jego bliskie pokrewieństwo z pająkami. Analiza filogenetyczna Garwooda i Dunlopa z 2014 roku potwierdziła siostrzaną relację pomiędzy Uraraneida i pająkami, a jej autorzy nazwali klad obejmujący obie te grupy Serikodiastida od greckiego σηρικoδιαστη´ς, oznaczającego „produkujący przędzę”. W 2016 roku Garwood i współpracownicy opisali karbońskiego Idmonarachne, którego przeprowadzona analiza kladystyczna umieszcza jeszcze bliżej pająków niż Uraraneida. Rodzaj ten umieszczany jest w Serikodiastida bez przyporządkowania do rzędu.